# Euselasia julia
Euselasia julia är en fjärilsart som beskrevs av Druce 1878. Euselasia julia ingår i släktet Euselasia och familjen Riodinidae. Inga underarter finns listade i Catalogue of Life.